# Victor Marie Hippolyte
Victor Marie Hippolyte, Conde de Cambolas e Marquês de Palarin, (Castelnau-d'Estrétefonds, 15 de agosto de 1832 — 29 de abril de 1879) foi um nobre, francês que residiu no Brasil.

## Biografia
Foi comendador da Ordem de Cristo. Casou-se com Francisca de Sousa Resende, falecida em 12 de março de 1890, filha do Marquês de Valença. Não deixou descendência.

## Brasão de Armas
- Escudo de Goles, com um besante de jalde posto sobre um crescente de argente, com chefe cosido de blau, carregado de três estrelas de argente. Coronel de marquês.